# Oldřich z Lichtenburka
Oldřich z Lichtenburka (kolem 1260 – po 1313) byl český šlechtic z rodu Lichtenburků a zakladatel lichtenburské větvě Pyknů.
Narodil se jako syn šlechtického předáka Smila z Lichtenburka a jeho druhé manželky Alžběty z Křižanova. Mládí trávil na dvoře vévody Mikuláše Opavského. Nejprve žil se svými bratry v majetkovém nedílu. Poté, co zemřel jeho bratr a hlava rodu Jindřich z Lichtenburka, si však zbylí Lichtenburkové své panství rozdělili. Oldřichovi tehdy připadly hrad Lichnice a město Chotěboř s okolím. Až do roku 1306 se věnoval pouze hospodářskému podnikání a do vyšší politiky nijak nezasahoval. Své hospodářské aktivity završil v roce 1307 založením městečka Ronova nad Doubravou.
Po zavraždění Václava III. roku 1306 se Oldřich stal podporovatelem kandidatury Jindřicha Korutanského na český trůn. Ještě téhož roku však nakonec přeběhl na stranu Jindřichova soupeře Rudolfa Habsburského, jenž se zmocnil českého trůnu. Po Rudolfově smrti se Oldřich v roce 1307 opět stal horlivým přívržencem Jindřicha Korutanského. V bojích o moc spolu se svým synovcem a přítelem Hynkem Krušinou I. z Lichtenburka dokonce zavraždil vůdce prohabsburské strany Dobeše z Bechyně, čímž se zasloužil o opětovný nástup Jindřicha Korutanského na český trůn. Korutancovi Oldřich věrnost zachoval téměř až do roku 1310, kdy byl Jindřich sesazen Janem Lucemburským, který následně nastoupil na český trůn. Oldřich svou věrnost Jindřichovi v roce 1310 okázale demonstroval složením přísahy věrnosti v Kutné Hoře. Po nástupu Jana Lucemburského na český trůn byl habilitován díky intervenci svých příbuzných, a to především Jindřicha z Lipé. K roku 1313 Oldřich v pramenech vystupuje ve funkci pražského purkrabího. Následně se však vytratil z pramenů a patrně zemřel. Zanechal po sobě jediného syna Jindřicha II. z Lichtenburka.

## Život
Narodil se kolem roku 1260 jako syn šlechtického předáka Smila z Lichtenburka a jeho druhé manželky Alžběty z Křižanova, dcery Přibyslava a Sibyly z Křižanova. Jan Urban se domníval, že jeho kmotrem mohl být královský mincmistr Eberhard. O Urbanových závěrech však pochyboval Tomáš Somer. Zdálo se mu totiž zvláštní, že by si Smil z Lichtenburka za kmotra pro svého syna vybral sice vlivného a bohatého, ale neurozeného muže. Smil z Lichtenburka zemřel už roku 1269. Novým správcem rodových statků a hlavou rodu se po něm stal Oldřichův starší bratr Jindřich z Lichtenburka, jenž si toto postavení udržel až do své smrti roku 1296. Všichni Lichtenburkové spolu totiž žili v majetkovém nedílu. V pramenech Oldřich poprvé vystoupil roku 1278, kdy spolu se svými bratry udělil horní a městská práva rodovému městu Brodu (dnešní Havlíčkův Brod).
Počátkem 90. let Oldřich trávil na dvoře a v armádě vévody Mikuláše I. Opavského, nemanželského syna krále Přemysla Otakara II., kde získával politické a vojenské zkušenosti. V roce 1290 se Oldřich zúčastnil Mikulášova tažení do jižních Čech, jež mělo za cíl potlačit odboj Vítkovců. Hlavní Oldřichovou činností však bylo především spravováni rodové domény. Roku 1288 spolu se svým starším bratrem Smilem II. například obnovil dvě vesnice v Polabí pro vilémovský klášter. Když v roce 1296 zemřela dosavadní hlava rodu, Oldřichův bratr Jindřich z Lichtenburka, ostatní členové rodu si své panství rozdělili. Oldřichovi připadl hrad Lichnice (Lichtenburk) s přilehlým panství, jehož centrem bylo město Chotěboř. Svým stářím i faktem, že vlastnil rodový hrad Lichtenburk, se Oldřich stal formální hlavou rodu. Vůdčím duchem lichtenburské politiky však byl spíše Oldřichův mladší bratr Rajmund z Lichtenburka. V lednu 1303 Oldřich souhlasil s prodejem vsi Bartoušova a dvoru v Dlouhé vsi sedleckému a pohledskému klášteru. V prosinci téhož roku Oldřich pak s bratrem Rajmundem daroval ves Počátky žďárskému klášteru. Své hospodářské aktivity završil v lednu 1307 založením městečka Ronova nad Doubravou.
V roce 1306 se Oldřich poprvé zapojil do vysoké politiky, na jejímž výsluní se udržel až do své smrti. Dne 4. srpna 1306 byl při shromažďování vojska na tažení do Polska v Olomouci totiž zavražděn poslední český král z rodu Přemyslovců Václav III. a česká šlechta novým českým králem začátkem září 1306 zvolila vévodu Jindřicha Korutanského. Jindřich byl však z Čech už v říjnu téhož roku vyhnán římskoněmeckým králem Albrechtem Habsburským, který na český trůn dosadil svého syna Rudolfa. Oldřich sice nejprve podporoval Jindřicha Korutanského, ale po Albrechtově vpádu do Čech se v nastalé situaci rychle zorientoval a přeběhl do tábora stoupenců Rudolfa Habsburského.

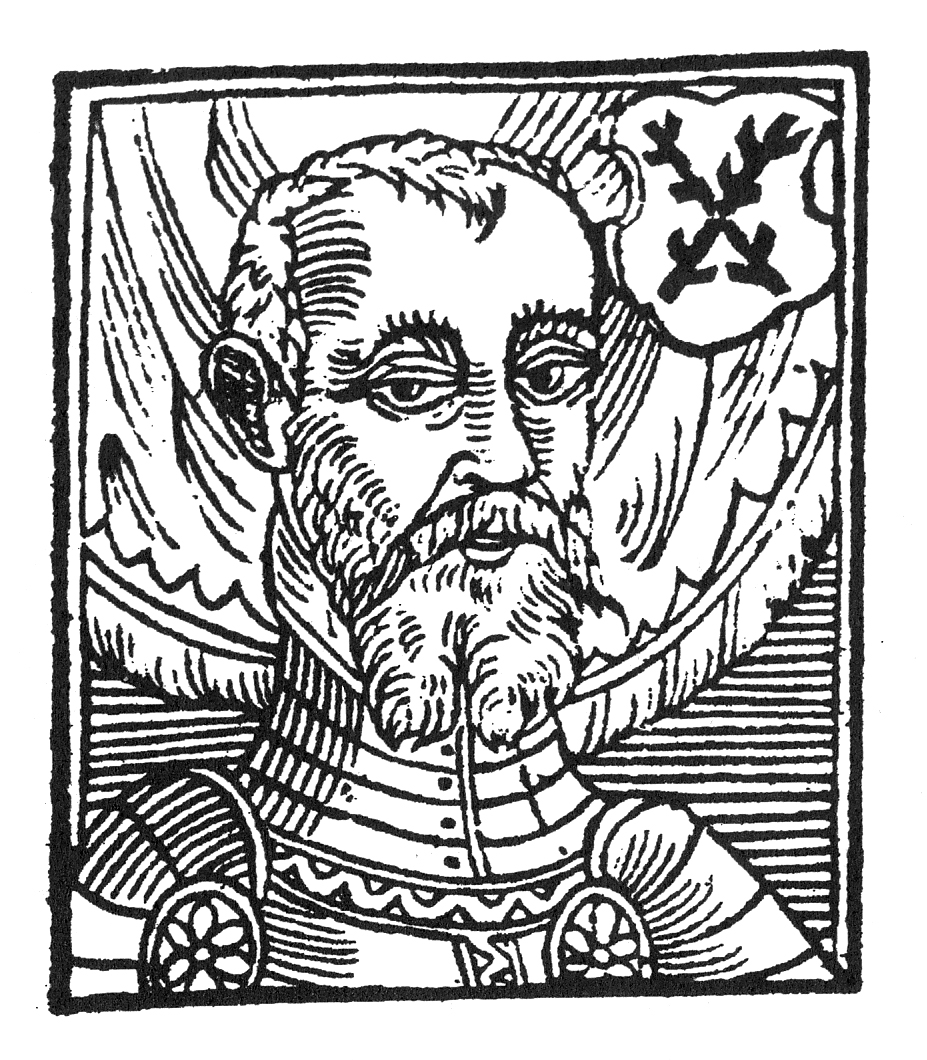
Hynek Krušina I. z Lichtenburka (Fiktivní portrét od Bartoloměje Paprockého, Diadochus)

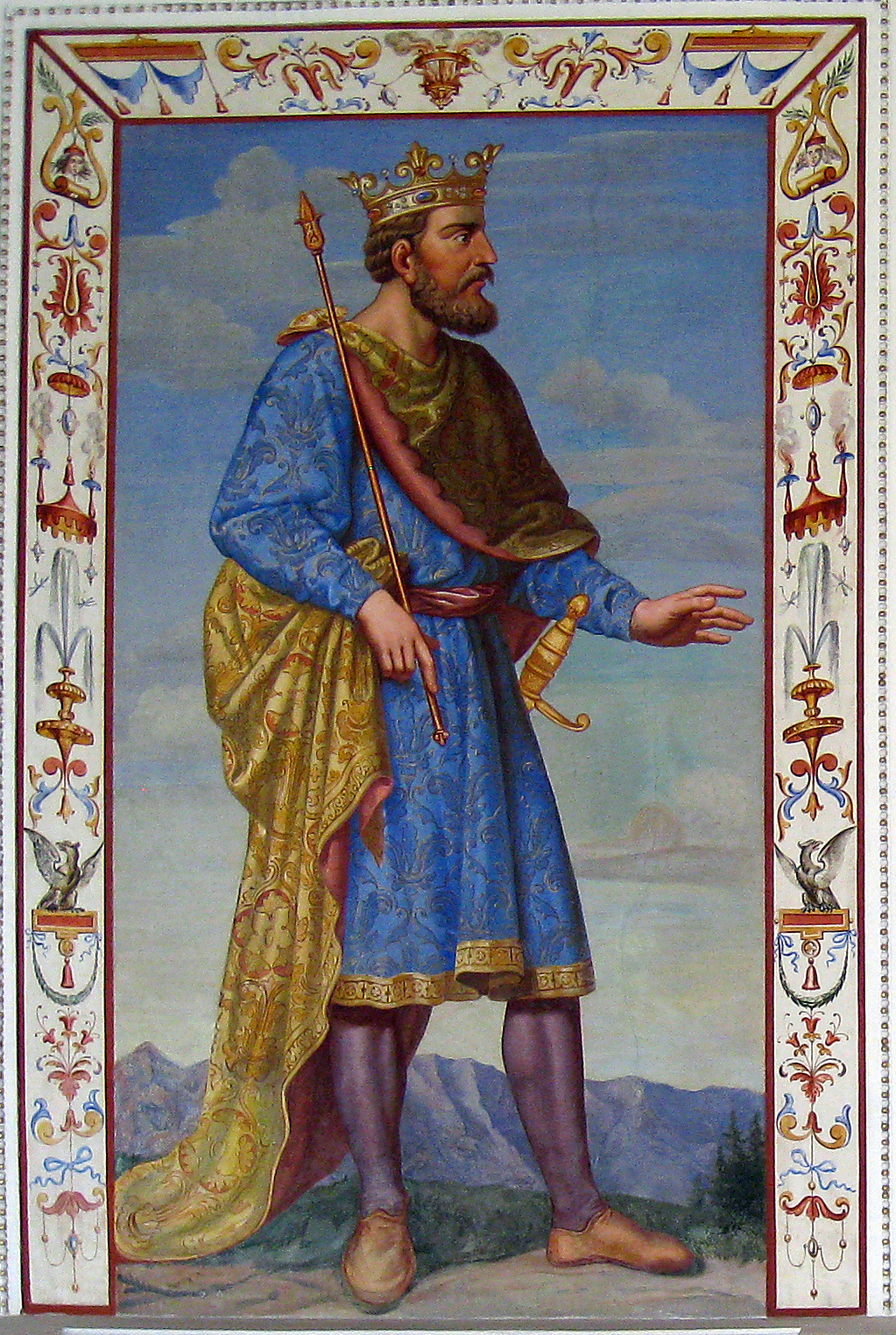
Malba Jindřicha Korutanského na zdi ve Španělském sále na zámku v Ambrasu u Innsbrucku

Dne 3. července 1307 král Rudolf před Horažďovicemi zřejmě podlehl úplavici, čímž začalo nové kolo zápasů o český trůn. Zatímco Oldřich se se svým horkokrevným starším synovcem a přítelem Hynkem Krušinou I. z Lichtenburka tentokrát stal horlivým přívržencem Jindřicha Korutanského, v čele prohabsbursky orientovaných šlechticů a prelátů stanul Dobeš z Bechyně.
| „                     | A tak jednoho dne, když se všichni starší sešli v domě biskupově v Praze k rozmluvě a na poradu, hle, Ulman řečený z Lichtemburka, a Heiman, řečený Krušina, vnikli s některými jinými ozbrojenou mocí do komnaty a po boku pana Jana, pražského biskupa, hned v tu chvíli ostřím meče zabili pana Tobiáše z Bechyně pro přízeň a povýšení vévody korutanského. | “ |
| — Zbraslavská kronika | |   |

Dne 24. července 1307 pražský biskup Jan z Dražic svolal některé pány včetně starého Dobeše z Bechyně do svého domu na Malé straně v Praze. Do místnosti jednání však nečekaně vpadli radikální šlechtici vedení právě Oldřichem a Hynkem Krušinou z Lichtenburka, kteří požadovali, aby na český trůn byl opět povolán Jindřich Korutanský. V nastalém zmatku poté Oldřich za Krušinovy pomoci zabil na lůžko připoutaného Dobeše a oba Lichtenburkové vzápětí unikli. V Praze následně vypuklo povstání prokorutanských patricijů a šlechticů, které odklidilo většinu přívrženců habsburské kandidatury a zajistilo tak předání české koruny Jindřichovi Korutanskému. Důvody, proč Oldřich s Hynkem Dobeše zabili, nejsou známé. Podle Josefa Šusty se de facto jednalo o pomstu za pád a smrt Hynkova tchána Záviše z Falkenštejna, o což se Dobeš velkou měrou zasloužil. Šustovu teorii však odmítl Jan Urban, protože Lichtenburkové se na Závišově pádu také podíleli. Pozdější tradice Oldřichovo a Krušinovo jednání vnímala jako zlobnou reakci na Dobešovo jízlivé podotknutí, že pokud odpůrci habsburské kandidatury nechtějí na trůn dosadit Fridricha I. Habsburského, ať jdou do Stadic, kde mezi místními sedláky jistě naleznou vzdáleného příbuzného vymřelých Přemyslovců. Kronikář Petr Žitavský Dobešovu vraždu naopak představil jako předem připravenou politickou vraždu. Zatímco kronikář Přibík Pulkava z Radenína hlavní zásluhu na vraždě připisoval místo Oldřicha Hynkovi Krušinovi, Beneš Krabice z Veitmile Oldřichovu účast při incidentu vůbec nezmínil.
Jindřichovi Korutanskému Oldřich z Lichtenburka na rozdíl od většiny pánů věrnost zachoval až do roku 1310, aniž by za to byl nějak hmotně odměňován. Na jeho dvoře byl prokazatelně přítomen například v červenci 1309 nebo v lednu 1310. Po boku svého krále Oldřich stál i v okamžiku, kdy se jeho vláda postupně hroutila. Dne 28. července 1310 se svým synem Jindřichem II. z Lichtenburka Oldřich Korutancovi v Kutné Hoře na veřejnosti okázale složil slib věrnosti. Zavázal se, že českému králi pomůže proti komukoli. Vymínil si však, že tak nemusí činit proti vlastním příbuzným, a to v době, kdy většina z nich, především Jindřich z Lipé, Hynek Krušina, Rajmund z Lichtenburka a další Ronovci, přestoupila na stranu Jana Lucemburského, jenž usiloval o český trůn. Po Jindřichově pádu ho zachránila intervence právě jeho příbuzenstva, a to především Jindřicha z Lipé. Brzy se proto opět dostal na vrchol, když je v květnu 1313 zmíněn jako pražský purkrabí. Poté se o něm již nedochovaly zmínky, pravděpodobně tedy k roku 1313 zemřel.

## Majetek
Do roku 1296 Oldřich žil s ostatními Lichtenburky v majetkovém nedílu. Poté si rodové majetky se svými příbuznými rozdělil. Jemu samotnému připadl hrad Lichnice (Lichtenburk), s přilehlým panství, jehož centrem bylo město Chotěboř.
Panství Oldřicha z Lichtenburka spravovali rychtáři jednotlivých měst a vesnic, na které dohlíželi vrchnostenští provinciální sudí.

### Brodsko

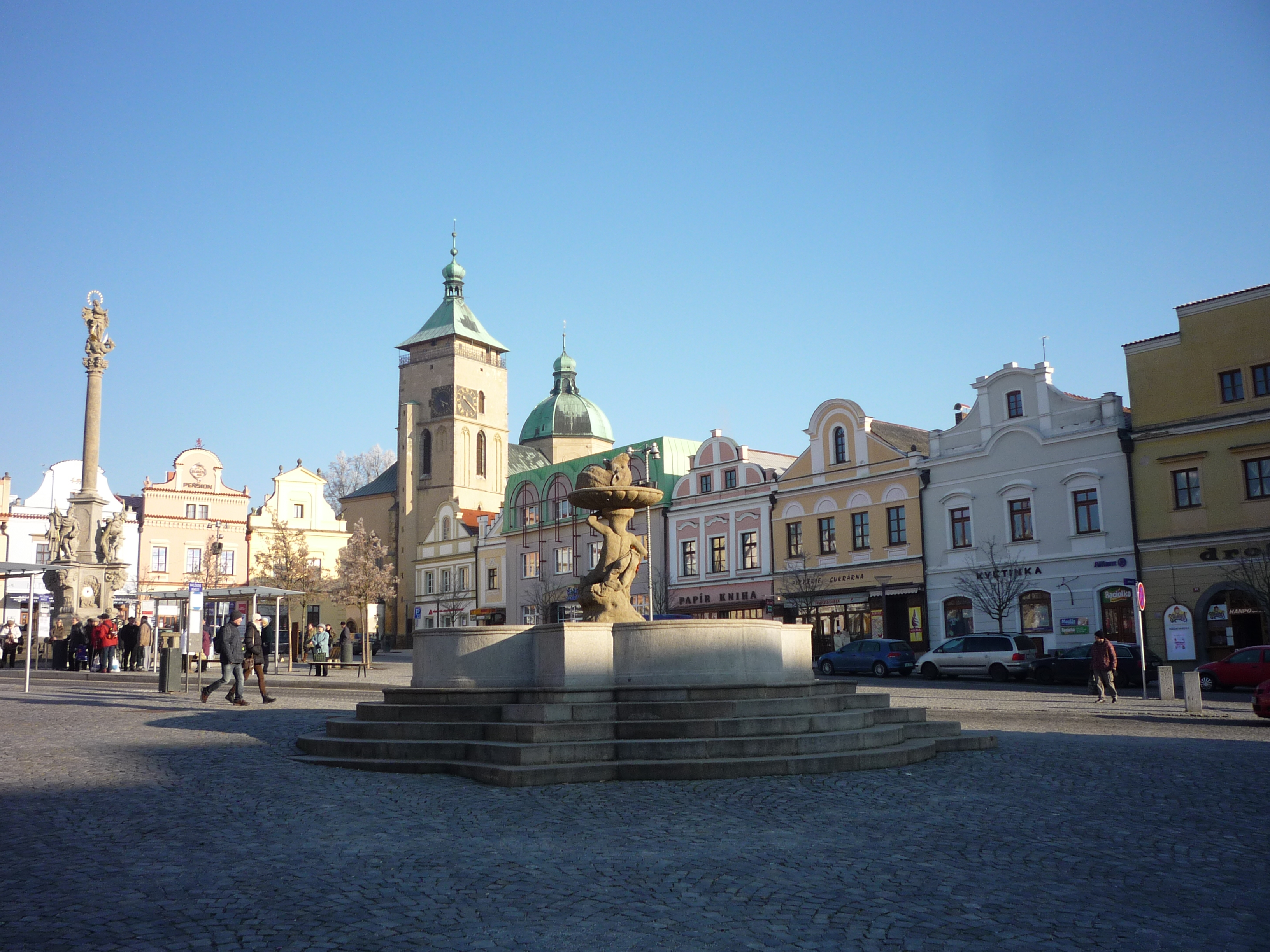
Havlíčkovo náměstí v Havlíčkově Brodu

Nejrozsáhlejší a nejvýznamnější majetky Oldřich s ostatními Lichtenburky do roku 1296 vlastnil na Havlíčkobrodsku, což byla díky místním stříbrným dolům neobyčejně výnosná oblast. Centrum jejich dominia v této lokalitě tvořilo město Brod (dnešní Havlíčkův Brod). Ke Brodu patřila řada vesnic a soustava dvorů a mlýnů. Stříbro se na Brodsku těžilo především kolem samotného Brodu. Doly existovaly u Stříbrných Hor, Simtan, Samotína, Puchperku, Dlouhé Vsi, Hohendorfu, Pohledu a Utína. Štoly se nacházely také u Bartoušova a Macourova. Poté, co se tato ložiska v 90. let 13. století vyčerpala, těžba pokračovala především v povodí potoků Šlapanky a Žabince, kde se štoly nacházely u Petrkova, Svatého Kříže a Vysoké. I přesto, že hornictví v okolí Brodu mělo vlastní správu překrývající se s městskou správou, výtěžek z těchto dolů si nárokovali Lichtenburkové, ačkoli kontrolu nad všemi doly měl mít formou horního regálu král. V Brodu se měla nacházet mincovna, jež však byla začleněna do zemské správy a byla podřízena královskému mincmistrovi. Není vyloučeno, že Lichtenburkové měli na tuto mincovnu velký vliv. Možná ale provozovali vlastní mincovnu, ve které razili vlastní peníze. Brodská mincovna zanikla za vlády Václava II., který všechny mincovny soustředil do Kutné Hory.

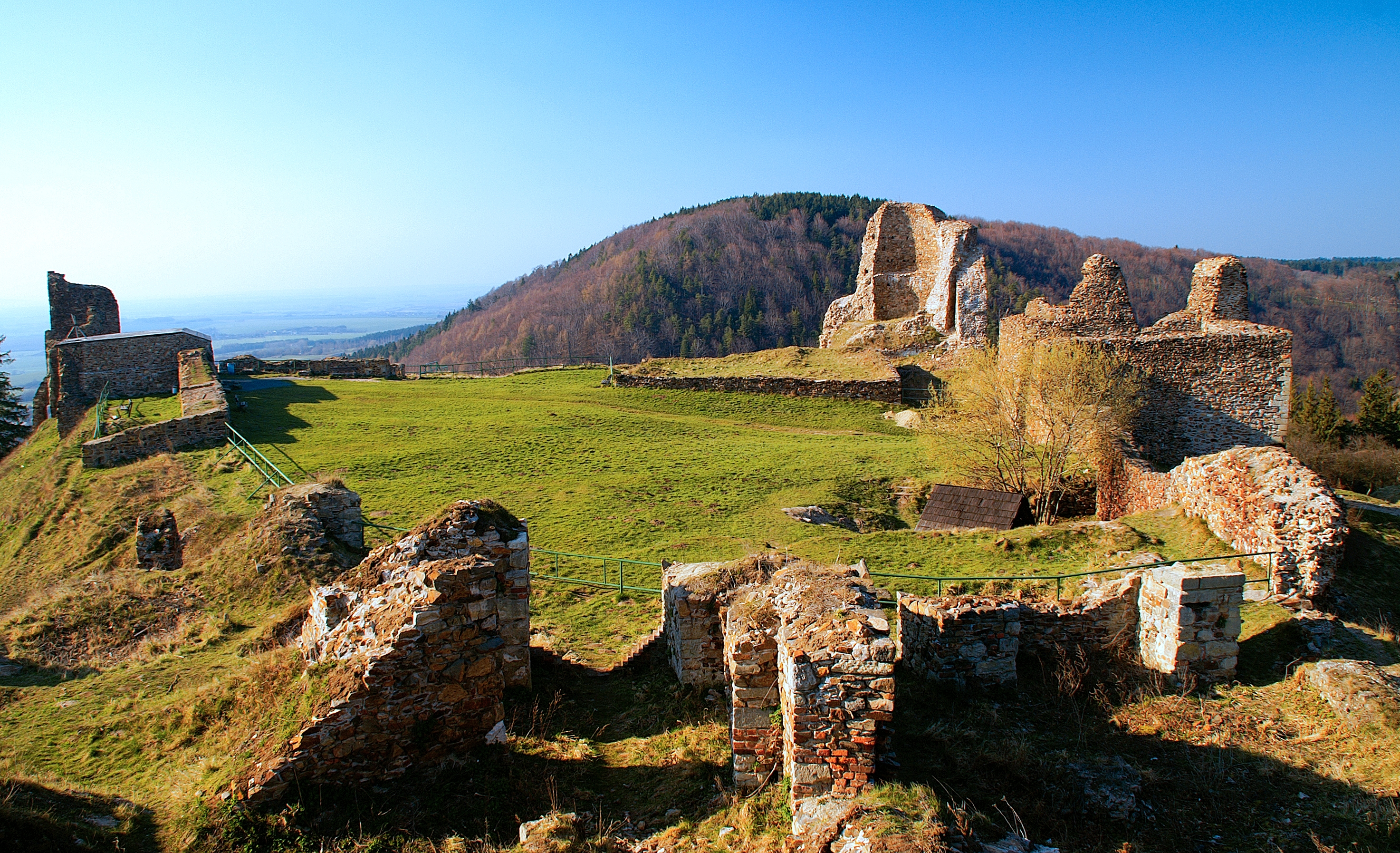
Zřícenina hradu Lichnice

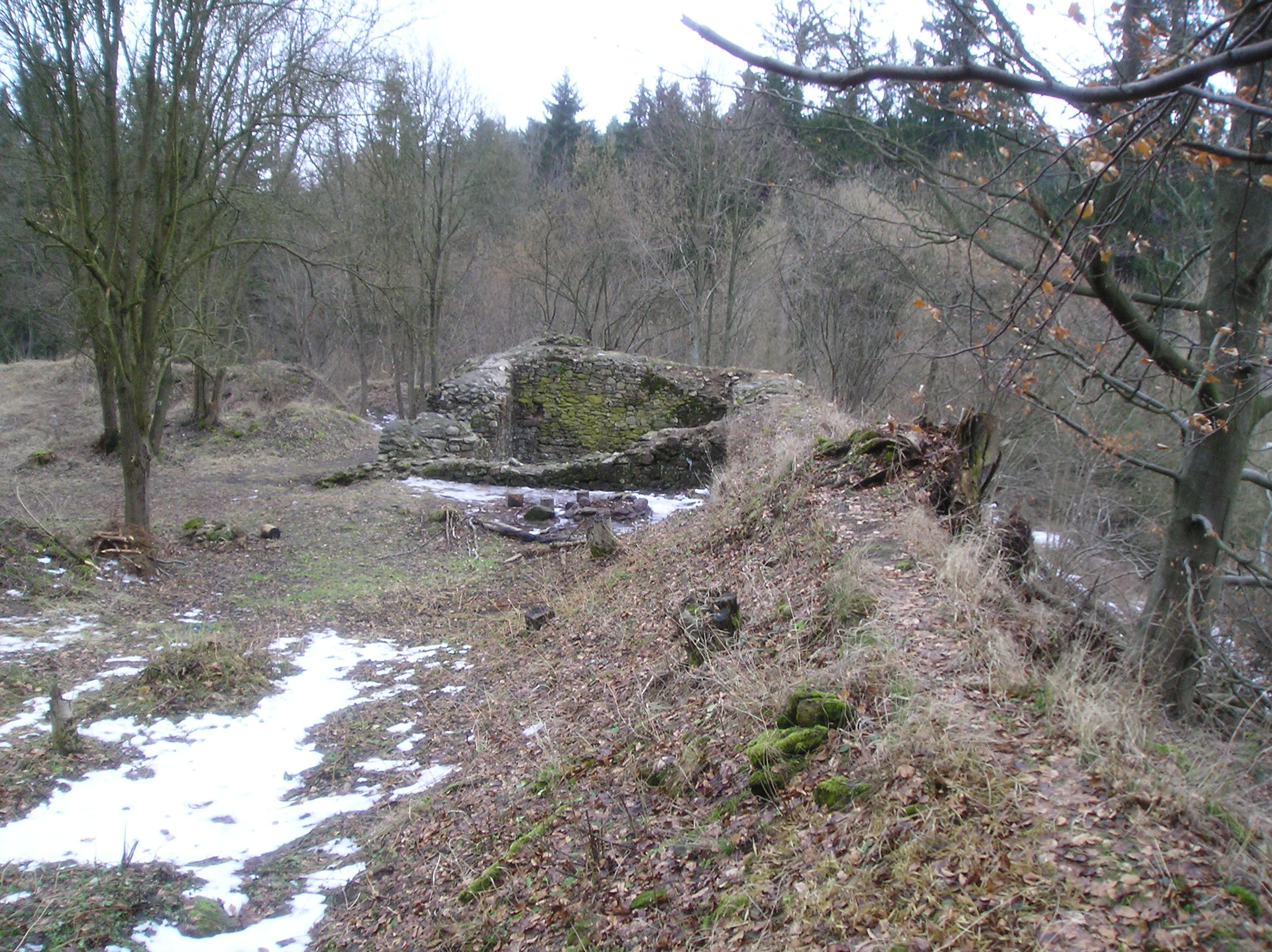
Zřícenina hradu Ronovce

Vedle horního brodského okrsku se v Oldřichově společném majetku s ostatními Lichtenburky do roku 1296 nacházely další dva horní okrsky: šlapanovský a bělský. Ke Šlapanovu přiléhaly možná vesnice Pfaffendorf, Kamenná, Vysoká, Květnov, Smilov, Okrouhlička, Kochánov, Lípa a Suchá. Některé tyto vsi ale rovněž mohly patřit k Brodu. Střediskem dalšího horního okrsku lichtenbuského panství byla Bělá. Rezidencí Lichtenburků při jejich pobytech v Brodě byl hrad Ronovec, ke kterému patřilo zmíněné městečko Bělá, dále Dolní Krupá, Čachotín, Horní Krupá, Rozsochatec, Cibotín a Kojetín. Doklady o těžbě v této lokalitě existují pouze o Kojetíně.
Hlavní državou Oldřicha z Lichtenburka, jež získal si udržel i po dělení rodové majetku v roce 1296, byla Chotěboř a její okolí, jež spadala pod lichtenburský hrad Lichnici (Lichtenburk). Oldřich v jeho blízkosti možná vlastnil Svinný, Nemojov, Dobkov a Břevnici. Z hradu Lichnice (Lichtenburk) se mimo Chotěbořska spravovaly také lichtenburské statky táhnoucí se od Čáslavi směrem na východ až k Železným horám. Zde Lichtenburkové vlastnili například dnes zaniklé Protivany a Stusyni nebo také možná Míčov, Rudov, Jetonice a Podhradí. Oldřich poblíž Chotěboře v roce 1307 vysadil městečko Ronov nad Doubravou. Poblíž Oldřichovi a jeho příbuzným do roku 1296 náležel také hrad Žleby, ke kterému patřila Uhelná Příbram, vesnice Žleby, Skovice, Markovice, Biskupice, Zaříčany, Tři Dvory, Koudelov, Ksiny a možná také Bílé Podolí tvořící spolu se Zaříčany nejsevernější lichtenburskou državu.

### Další državy
Do roku 1296 Oldřich s ostatními Lichtenburky držel několik majetků v dolním Poohří. Nejednalo se však o souvislé panství, a není proto jisté co všechno zde Lichtenburkům patřilo. Tato oblast byla zřejmě poměrně lukrativní, protože byla velmi vhodná pro zemědělství a procházelo tudy několik obchodních stezek. Lichtenburkové zde možná vlastnili hrad Klapý (dnešní Hazmburk). Hospodářským centrem dominia v dolním Poohří byly zřejmě Libochovice.
V povodí říčky Sázavy měli Lichtenburkové možná další nepříliš významný hrad Smrdov, ke kterému patřila vesnice Zboží, Bačkov, Lubno, Štěpanov a Vosičín. Podél potoka Žabince směrem k Jihlavě možná vlastnili Střítěž, Štoky, Zvonějov, Dobronín, Ždírec, Dobešov, Heroltice a Německý Šicndorf. Na Čáslavsku asi také Habry a Jeníkov. Západně od Chotěboře pod lichtenburské dominium spadal možná i Krucemburk. Směrem na východ na Moravu mezi lichtenburské statky náležely Kotlasy. Okraj lichtenburského panství na Čáslavsku tvořila tříšť malých statků a sídel drobných feudálů, ze kterých mnoho leníky Lichtenburků. Lichtenburskými many mohli být majitelé Hostolovlic, Jeníkova, Bojman, Markvartic, Licoměřic, Lipoltic, Tupadel, Lipky a Frýdnavy.

## Pečetě

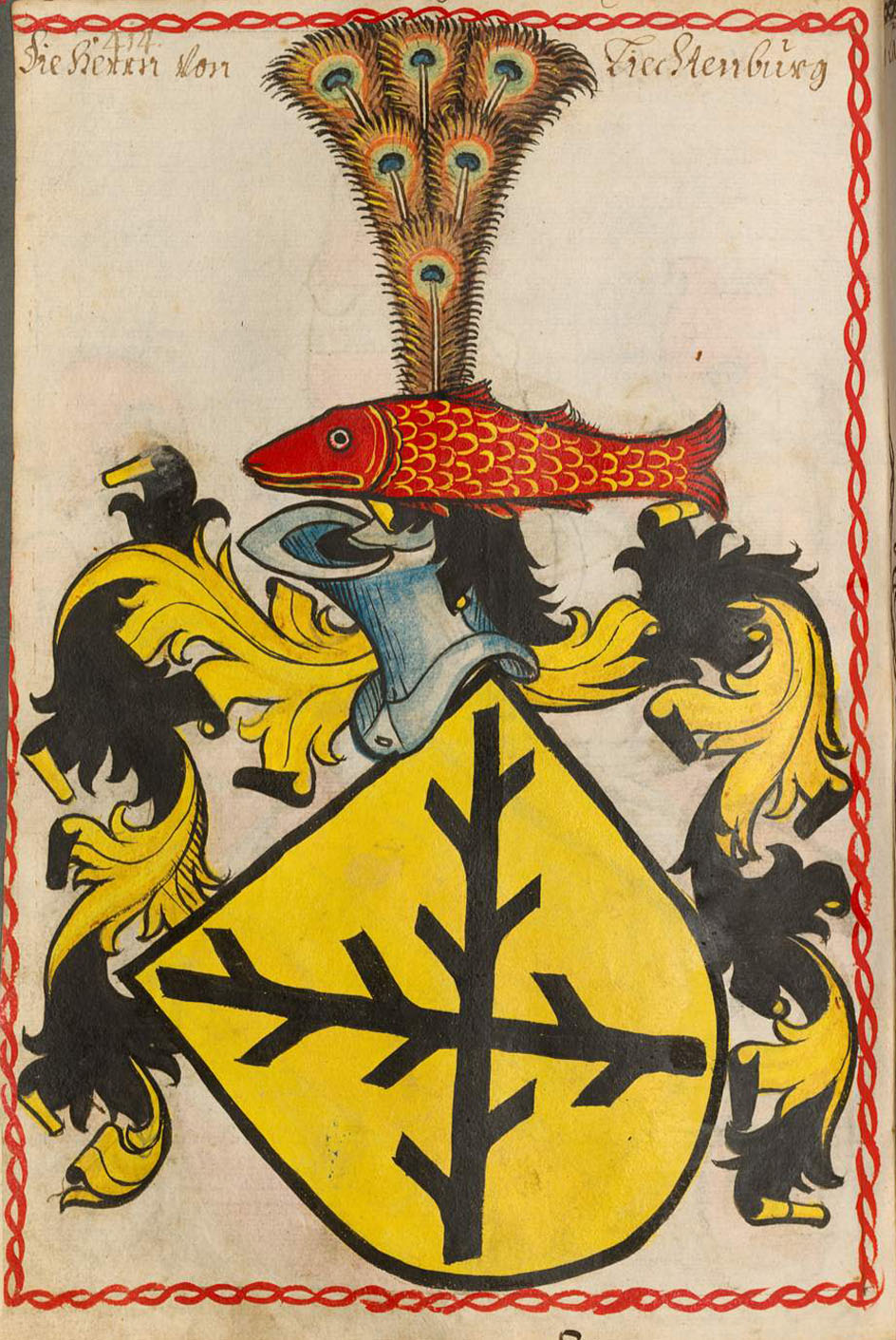
Erb pánů z Lichtenburka

Nejstarší pečeť Oldřicha z Lichtenburka se dochovala z roku 1288. Byla okrouhlá s průměrem 31 milimetrů a byla vyrobena z hnědého vosku. Na listiny se věšela pergamenovým proužkem. V poli měla gotický štít skloněný vpravo, v němž se nacházely dvě ostrve (sekané kmeny s pahýly větví). Na štítu se nalézala helma s neidentifikovaným klenotem. Plochu pole zdobily proražené routy, jež byly odděleny perlovcem nebo provazcem. Stál na ní opis gotickou majuskulí: …VLRICI.D.LVChTEN (obrácené) BVR…
Další Oldřichova pečeť se dochovala z roku 1302 a 1307. Rovněž byla okrouhlá s průměrem 50 milimetrů a byla vyrobena z přírodního vosku. V poli se nacházel gotický štít se zkříženými ostrvemi. Pole zdobily proražené routy oddělené perlovcem, jenž se nacházel i na vnějším okraji pečeti. Stál na ní opis gotickou majuskulí: +S VLRICI D LVChTENBVRC. Oldřichova pečeť z roku 1303 také byla okrouhlá s průměrem 21 milimetrů. Na listinu ji notáři přivěsili červeno-zeleno-bilo-žlutými nitěmi. Byla zhotovená z hnědého vosku. Nacházel se v ní gotický štít a v něm opět zkřížené ostrve. Pole zřejmě odděloval perlovec. Vnější okraj pečeti na sobě měl buď provazec, nebo perlovec. Bylo na ní gotickou majuskulí napsánou +S VLRICI LVCTINBVRC.
Poslední Oldřichova pečeť se dochovala z roku 1310, jež byla okrouhlá a její průměr činil 31 milimetrů. Na listině byla přivěšena pergamenovým proužkem. Vyrobená byla z přírodního vosku. V poli měla gotický štít zdobený rostlinným dekorem, v němž se nacházely zkřížené ostrve. Pole odděloval perlovec. Stál na ní rovněž opis gotickou majuskulí.

## Charakteristika
Oldřich byl sice značně prchlivým politikem, zato však činorodým a schopným hospodářem, díky čemuž pro své potomky dokázal udržet lichnické panství a založit novou větev rodu pánů z Lichtenburka – Pyknů z Lichtenburka. Na rozdíl od svého protřelého bratra Rajmunda byl drsnému a impulzivnímu Oldřichovi o mnoho bližší jeho prudký synovec Hynek Krušina, spolu se kterým roku 1307 zavraždil Dobeše z Bechyně.

## Potomci
1. manželství ∞ ?
- Jindřich II. z Lichtenburka (před 1295 – po 1356)